# Gottlobita
La gottlobita és un mineral de la classe dels fosfats, que pertany al grup de l'adelita-descloizita. Rep el nom de la zona on va ser descoberta, Gottlob Hill, a Turíngia, Alemanya.

## Característiques
La gottlobita és un vanadat de fórmula química CaMg(VO₄,AsO₄)(OH). Va ser aprovada com a espècie vàlida per l'Associació Mineralògica Internacional l'any 1998. Cristal·litza en el sistema ortoròmbic. La seva duresa a l'escala de Mohs és 4,5. És un mineral isostructural amb l'adelita.
Segons la classificació de Nickel-Strunz, la gottlobita pertany a «08.BH: Fosfats, etc. amb anions addicionals, sense H₂O, amb cations de mida mitjana i gran, (OH, etc.):RO₄ = 1:1» juntament amb els següents minerals: thadeuïta, durangita, isokita, lacroixita, maxwellita, panasqueiraïta, tilasita, drugmanita, bjarebyita, cirrolita, kulanita, penikisita, perloffita, johntomaïta, bertossaïta, palermoïta, carminita, sewardita, adelita, arsendescloizita, austinita, cobaltaustinita, conicalcita, duftita, gabrielsonita, niquelaustinita, tangeïta, hermannroseïta, čechita, descloizita, mottramita, pirobelonita, bayldonita, vesignieïta, paganoïta, jagowerita, carlgieseckeïta-(Nd), attakolita i leningradita.

## Formació i jaciments
Va ser descoberta a la mina Glücksstern, a Gottlob Hill, a l'estat de Turíngia (Alemanya). Es tracta de l'únic indret on ha estat descrita aquesta espècie mineral.